# Втрати 96-ї окремої розвідувальної бригади (РФ)
У статті наведено подробиці поіменних втрат 96-ї окремої розвідувальної бригади Збройних сил РФ у різних військових конфліктах.

## Війна в Сирії
| п/п | Прізвище, ім'я, по батькові                                   | Звання  | Дата народження | Дата смерті | місце смерті       |
| --- | ------------------------------------------------------------- | ------- | --------------- | ----------- | ------------------ |
| 1.  | Казаченков Павло Андрійович (рос. Казаченков Павел Андреевич) | капітан | 15.07.1985      | 16.02.2017  | Хомс               |
| 2.  | Горбунов Артем Ігорович (рос. Горбунов Артем Игоревич)        | рядовий | 26.06.1992      | 02.03.2017  | Пальміра           |
| 3.  | Кіпель Володимир Юрійович (рос. Кипель Владимир Юрьевич)      | сержант | 31.03.1990      | 06.03.2018  | авіабаза «Хмеймім» |

## Російсько-українська війна
| п/п | Прізвище, ім'я, по батькові                                              | Звання             | Дата народження | Дата смерті | Місце смерті                         |
| --- | ------------------------------------------------------------------------ | ------------------ | --------------- | ----------- | ------------------------------------ |
| 1.  | Плотніков Єгор Сергійович (рос. Плотников Егор Сергеевич)                | старший лейтенант  | 24.04.1993      | 24.02.2022  |                                      |
| 2.  | Ковелін Владислав Едуардович (рос. Ковелин Владислав Эдуардович)         | старший прапорщик  | 16.03.1972      | 24.02.2022  |                                      |
| 3.  | Бєляков Олександр Володимирович (рос. Беляков Александр Владимрович)     | сержант            | 16.03.1991      | 24.02.2022  | Охтирка                              |
| 4.  | Чиров Олексій Євгенович (рос. Чиров Алексей Евгеньевич)                  | капітан            | 09.08.1980      | 24.02.2022  | Охтирка                              |
| 6.  | Бородін Іван Сергійович (рос. Бородин Иван Сергеевич)                    | старший сержант    | 1985            | 24.02.2022  | Охтирка                              |
| 5.  | Гаврилюк Володимир Костянтинович (рос. Гаврилюк Владимир Константинович) | прапорщик          |                 | 24.02.2022  | Охтирка                              |
| 6.  | Мугурашев Асилжан Сергійович (рос. Мугурашев Асылжан Сергеевич)          | прапорщик          | 17.05.1994      | 02.03.2022  | Охтирка                              |
| 7.  | Лізунов Павло Сергійович (рос. Лизунов Павел Сергеевич)                  | рядовий            | 27.06.1995      | 03.03.2022  |                                      |
| 8.  | Назаров Павло Павлович (рос. Назаров Павел Павлович)                     | майор              | 08.03.1983      | 27.03.2022  |                                      |
| 10. | Ничепорчук Юрій Сергійович (рос. Ничепорчук Юрий Сергеевич)              | рядовий            | 16.07.1999      | 16.04.2022  |                                      |
| 11. | Шихов Артем Олександрович (рос. Шихов Артём Александрович)               | сержант            | 31.10.1980      | 30.04.2022  |                                      |
| 12. | Овчинніков Микита Сергійович (рос. Овчинников Никита Сергеевич)          | сержант            | 15.01.1998      | 21.10.2022  |                                      |
| 13. | Журба Кирило Миколайович (рос. Журба Кирилл Николаевич)                  | єфрейтор           | 19.09.2001      | 11.11.2022  |                                      |
| 14. | Колов Валентин Дмитрович (рос. Колов Валентин Дмитриевич)                | сержант            | 12.08.1993      | 01.12.2022  |                                      |
| 15. | Кочетов Андрій Володимирович (рос. Кочетов Андрей Владимирович)          | єфрейтор           | 05.07.1996      | 26.01.2023  |                                      |
| 16. | Панін Ілля Миколайович (рос. Панин Илья Николаевич)                      | рядовий            | 02.08.1986      | 26.01.2023  |                                      |
| 17. | Харламов Максим Володимирович (рос. Харламов Максим Владимирович)        | полковник          |                 | 04.06.2023  |                                      |
| 18. | Попов Руслан Ігорович (рос. Попов Руслан Игоревич)                       | молодший лейтенант | 22.11.1992      | 13.07.2023  |                                      |
| 19. | Настін Максим Віталійович (рос. Настин Максим Витальевич)                |                    | 23.03.2001      | 19.03.2024  | с. Володимирівка (Сватівський район) |
| 20. | Максимов Дмитро Сергійович (рос. Максимов Дмитрий Сергеевич)             |                    | 21.03.1989      | 19.03.2024  | с. Володимирівка (Сватівський район) |